# Jolanda Neff
Jolanda Neff (St. Gallen, 5 de janeiro de 1993) é uma ciclista suíça.
Ela foi a vencedora geral da Copa do Mundo de Mountain Bike da UCI em 2014 e 2015. No Campeonato Mundial da UCI de 2017 em Cairns, se tornou a campeã mundial de elite. Conquistou a medalha de ouro no cross-country nos Jogos Olímpicos de 2020 em Tóquio. Suas companheiras de equipe, Sina Frei e Linda Indergand ganharam as medalhas de prata e bronze, marcando o primeiro pódio suíço nas Olimpíadas desde 1936 e a primeira vez que uma nação ganhou todas as três medalhas em um evento de ciclismo desde 1904.